# GNU M4
GNU M4 est une implémentation du préprocesseur de macro M4. Il est conçu pour passer outre de nombreuses limites rencontrées dans les M4 traditionnels, telles que la longueur maximale des lignes, la taille maximale d'une macro, ainsi que le nombre maximal de macros.
Retirer de telles limites est l'un des buts définis des projets GNU.
Le package GNU Autoconf fait un usage intensif des fonctions de GNU M4.